# Југоисточноазијско бојиште (Други свјетски рат)
Југоисточноазијско бојиште током Другог светског рата је био низ кампања рата на Пацифику на простору Индије, Бурме, Тајланда, Малезије, Сингапура, Индокине, Индонезије и Филипина од 1941. до 1945. године.
Ово бојиште је започето са јапанским нападом на британске и америчке поседе на континенталној Азији и у Пацифику 7. и 8. децембра 1941. Борба на овом бојишту завршена је 15. августа 1945., када је Јапан изјавио намеру да се преда. Формална капитулација Јапана се десила 2. септембра 1945. године, чиме се завршио Други светски рат.